# 美食科学大学
美食科学大学 (UNISG)是意大利北部的一个国际学术机构。世界上一所慢食大学.美食科学大学校园位于都灵以南约50公里,皮埃蒙特西北部库内奥省城市布拉郊区,19世纪萨伏依王朝新哥特式宫殿波伦佐城堡。
慢食运动的创始人卡洛·佩特里尼将学校作为第一所专注于食物与文化之间有机关系的大学。自2004年开设课程以来，已有1 500多名学生参加了美食大学课程。
1997年，波伦佐城堡被列入世界遗产名录，建筑群占地25.36ha。包括葡萄酒银行（Banca del Vino）和艾尔伯格提拉杰西亚酒店(Albergo dell'Agenzia)。 最近加入该建筑群的是科尔特阿尔贝蒂娜(Corte Albertina) 该大学的波伦佐烹饪学校。
第二个校区，在帕尔马省科洛尔诺，于2005年开放。
美食科学大学提供与美食、食品文化和遗产、食品生态学和食品交流相关的各种课程，包括为期三年的本科课程，两年的硕士课程。，四个为期一年的全日制硕士课程，作为课程的一部分，学生到欧洲国家和世界其他地区进行考察。